# Annabelle Euranieová
Annabelle Euranie (* 4. září 1982 Gonesse) je francouzská zápasnice – judistka afro-karibského původu.

## Sportovní kariéra
S judem začala ve 13 letech. V počátcích své krátké vrcholové kariéry trénovala pod Laurentem Callejou. Patřila vždy mezi nejvyšší (172) judistky v pololehké váze a s touto výhodou umí pracovat. Má nepříjemný ostrý levý úchop.
Světový respekt si získala v roce 2003 a bez větších potíží si zajistila nominaci na olympijské hry v Athénách v roce 2004. Dostala se až do semifinále, kde nestačila na silné paže Číňanky Sian Tung-mej. Souboj o třetí místo prohrála v prodloužení na koku a zůstala bez medaile.
V roce 2007 se cítila psychické unavená po problematickém roce 2006 (váha). Vzala si pauzu, která se protáhla na 7 let. Pracovala na letišti, narodily se jí dvě děti. Po olympijských hrách v Londýně v roce 2012 dostala opět chuť trénovat a koncem roku 2013 byla povolaná zpátky do reprezentace.

### Vítězství
- 2002 – 1× světový pohár (Wuppertal)
- 2005 – 1× světový pohár (Paříž)
- 2014 – 3× světový pohár (Casablanca, Baku, Záhřeb)

## Výsledky
| Olympijské hry     |    |     |    | 5.  |     |   |   | — |   |   |   | — |   |   |     |  |  |  |  |  |  |
| Mistrovství světa  | —  |     | 2. |     | úč. |   | — |   | — | — | — |   | — | — | úč. |  |  |  |  |  |  |
| Evropské hry       |    |     |    |     |     |   |   |   |   |   |   |   |   |   | 2.  |  |  |  |  |  |  |
| Mistrovství Evropy | —  | úč. | 1. | úč. | úč. | — | — | — | — | — | — | — | — | — |     |  |  |  |  |  |  |
| ME juniorů         | 1. |     |    |     |     |   |   |   |   |   |   |   |   |   |     |  |  |  |  |  |  |